# 권연희
권연희(1978년 8월 30일 ~ )는 한국의 여자 성우다. 2003년 KBS에 입사했으며 현재는 KBS 30기이다. 한국방송 성우극회 소속

## 주요 출연작품

### 애니메이션
- 무적뱅커 크로켓(챔프) - 캔디
- 극상학생회(챔프) - 수지
- 격부술사 요역문(챔프) - 이미라 / 이즈나
- 갓슈벨(챔프) - 롤스
- 건퍼레이드 오케스트라(애니맥스) - 어린 에스텔
- 엽기인걸 스나코(애니박스) - 이본느
- 클라나드(애니박스) - 이치노세 코토미

### 영화
- 이너프(KBS)
- 착신아리 파이널(KBS) - 마리(카미와키 유)
- 셔터(KBS) - 누츠(파니탄 마빅하크)
- 안소니 짐머(KBS) - 호텔 전화원(그웬나 클라우스)
- 굿바이(KBS) - 학생(마리 하야시다)
- 조제, 호랑이 그리고 물고기들(KBS) - 노리코(에구치 노리코) / 여자 아이(사라사 모리모토)

### 외화
- 닥터 후(KBS)
- AD 2075(KBS) - 해설

### 내레이션
- SBS 스페셜(SBS)